# Ďurďové
Ďurďové je naseljeno mjesto u okrugu Považská Bystrica u Trenčínskom kraju u Slovačkoj.

## Stanovništvo
| Godina:     | 1993. | 2003.   | 2013.    | 2023.   |
| ----------- | ----- | ------- | -------- | ------- |
| Broj ljudi: | 192   | 190     | 151      | 160     |
| Razlika:    |       | -1,04 % | -20,52 % | +5,96 % |

| Godina:     | 2022. | 2023.   |
| ----------- | ----- | ------- |
| Broj ljudi: | 151   | 160     |
| Razlika:    |       | +5,96 % |

Prema podatcima o broju stanovnika iz 2023. godine naselje je imalo 160 stanovnika.

## Vanjske poveznice
|  | Zajednički poslužitelj ima još gradiva o temi Ďurďové |

- Službena stranica naselja (sl.)